# 五星街街道
五星街街道，是中华人民共和国四川省自贡市自流井区下辖的一个乡镇级行政单位。

## 行政区划
五星街街道下辖以下地区：
香炉寺社区、高山井社区、天花井社区、道生灏社区、珍珠寺社区、黄桷坪社区、磨子井社区、新民街社区和三台寺社区。